# MeteoGroup Schweiz
Die heutige MeteoGroup Schweiz AG ist ein Ende 1990 als Meteomedia von Jörg Kachelmann gegründetes Wetterdienst-Unternehmen. Seit Mai 2013 agierte die Meteomedia AG unter der Marke mminternational. Seit September 2013 gehört sie zum Wetterdienst MeteoGroup und wurde am 20. März 2014 zur MeteoGroup Schweiz AG umfirmiert.

## Organisation
Die verschiedenen Unternehmen waren zunächst unter dem Dach der Jörg Kachelmann Produktions AG mit Sitz in Appenzell organisiert. Der Sitz der Meteomedia AG befand sich von 1995 bis 2013 in Gais im Kanton Appenzell Ausserrhoden. Seit 2013 sitzt die Meteomedia AG beziehungsweise die MeteoGroup Schweiz AG in Appenzell.

## Unternehmensprofil
Das Unternehmen betreibt zusammen mit Partnern ein Netz von rund 900 privaten Wetterstationen allein in Deutschland und der Schweiz, deren Einrichtung es sich von den örtlichen Gemeinden, Unternehmen, Vereinen und Sponsoren bezahlen lässt. Die Firma bietet Privat- und Geschäftskunden Wettervorhersagen, Unwetterwarnungen, historische Wetterdaten und meteorologische Gutachten. Für Medien werden Wetterberichte erstellt und Visualisierungssysteme entwickelt.

## Aktionärsstruktur
Unternehmensgründer Jörg Kachelmann hielt bis 2013 49 Prozent der Anteile, 38 Prozent der Investor Frank B. Werner (Chefredaktor der Euro und Euro am Sonntag), der frühere SonntagsBlick-Chefredaktor Peter Balsiger 9 Prozent. Die restlichen Anteile entfielen auf Mitarbeiterpapiere ohne Stimmrecht. Die Stimmrechtsmehrheit lag damit bei Kachelmann.
Ende August 2013 wurde Meteomedia von MeteoGroup übernommen.
Seit 20. März 2014 ist der Name Meteomedia vom Wettermarkt verschwunden und endgültig in MeteoGroup aufgegangen.

## Dienstleistungen

Logo der früheren Meteomedia

Meteomedia begründete auch das Unwetterwarnsystem WIND und war als Unternehmensgruppe unter dem Namen Unwetterzentrale, in der Schweiz als Meteocentrale, in Deutschland (Meteomedia GmbH, Bochum), Kanada und den USA (WeatherOK Inc., Weatherman Inc.) vertreten. Die US-Gesellschaft WeatherOK und die kanadische Gesellschaft Weatherman gehören seit 2013 nicht mehr zu MeteoGroup.
SchweizDas Schweizer Online-Wetter-Portal meteocentrale wurde 2006 von der Meteomedia AG gegründet und erreichte 2009 mehr als 50 Millionen Seitenabrufe. Im Mittelpunkt des Portals standen Unwetterwarnungen. Im Herbst 2023 wurde meteocentrale.ch abgeschaltet und Besucher werden auf weatherpro.com umgeleitet.
DeutschlandDie Unwetterzentrale Deutschland mit Sitz in Bochum stellt mit einem Meteorologen-Team eine 24-Stunden-Versorgung von Behörden, Unternehmen und anderen Interessenten mit präzisen Unwetterwarnungen sicher. Auf der Website der Unwetterzentrale sind Informationen über betroffene Gebiete sowie über die Art und Stärke der erwarteten Unwetter für jeden abrufbar. Eine Besonderheit der Meteomedia-Unwetterzentralen ist die Bewarnung auf Basis eines Polygonwarnprinzips: Im Gegensatz zu einem starren Warnraster können Warnbereiche individuell festgelegt und so je nach Bedarf definierte Flächen (z. B. Postleitzahlgebiete, Landkreise), Linien (z. B. Bahnlinien, Stromtrassen) oder Geokoordinaten (z. B. Baustellen, Industrieanlagen) einzeln bewarnt werden. Die Unwetterzentrale wird unterstützt von den öffentlichen Versicherern und wurde in Zusammenarbeit mit dem Fraunhofer-Institut für Software- und Systemtechnik (ISST) entwickelt.
Darüber hinaus unterhält die MeteoGroup in folgenden Ländern Portale, auf denen sie Punktprognosen und Unwetterwarnungen anbietet:
| Land                                       | Name des Portals            | Gründungsjahr |
| ------------------------------------------ | --------------------------- | ------------- |
| Belgien                                    | Meteo Info                  | 2010          |
| Dänemark                                   | Vejrcentral                 | 2010          |
| Frankreich und französische Überseegebiete | Vigilance Météo             | 2010          |
| Luxemburg                                  | Meteozentral                | 2010          |
| Niederlande                                | Noodweercentrale            | 2010          |
| Italien                                    | Meteoallerta                | 2011          |
| Liechtenstein                              | meteocentrale Liechtenstein | 2011          |
| Schweden                                   | Väder Alarm                 | 2011          |
| Spanien                                    | Alertas Tiempo              | 2011          |
| Österreich                                 | Wetteralarm Österreich      | 2012          |